# Heart of Darkness (album)
Heart of Darkness – piąty studyjny album heavymetalowej grupy Grave Digger. Wydany 3 kwietnia 1995 roku przez GUN Records.

## Lista utworów
1. Tears of Madness – 2:09
2. Shadowmaker – 5:40
3. The Grave Dancer – 5:02
4. Demon's Day – 7:30
5. Warchild – 6:09
6. Heart of Darkness – 11:57
7. Hate – 4:24
8. Circle of Witches – 7:43
9. Black Death – 5:41
10. My Life (Bonus) – 5:08
11. Dolphin's Cry (Bonus) – 6:01

Bonusowe utwory pochodzą z edycji limitowanej do 6666 kopii.

### Bonus edycjijapońskiej
1. Dolphin's Cry
2. Don't Bring Me Down

## Twórcy
- Chris Boltendahl – śpiew
- Uwe Lulis – gitara
- Tomi Göttlich – gitara basowa
- Frank Ulrich – perkusja